# Carnaval de Saint-Rémy-de-Provence
Le Carnaval de Saint-Rémy-de-Provence est une fête traditionnelle qui célèbre l'équinoxe de printemps. Le personnage légendaire et emblématique de ce Carnaval est la « Chauche Vieille », sorcière et guérisseuse que Frédéric Mistral a immortalisé dans Mireio sous les traits de Taven, la maîtresse du Val d'Enfer.

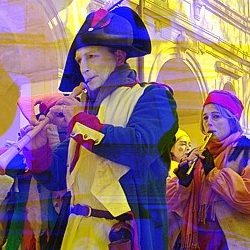
carnaval 10

## Tradition païenne et transgression
Le Carnaval de Saint-Rémy-de-Provence à chaque fin du mois de mars pendant plusieurs jours. S'il a gardé la tradition médiévale de la population dénonçant les oppressions du pouvoir politique et religieux, il a inventé la « Chauchade » où tout un chacun peut faire ripaille en jouissant d'une totale liberté d'expression pendant un jour. Il a mis aussi en exergue le sens païen, fondateur de ce grand événement, symbole du respect des cycles naturels et de l'humilité de l'homme face aux éléments.

## Étymologie
En provençal, la chaucho-vièio nomme un être aussi pernicieux qu'imaginaire responsable des cauchemars et par extension le cauchemar lui-même. Ce terme fait partie de la demi douzaine de mots provençaux ayant chaucho comme préfixe. Xavier de Fourvière, dans son dictionnaire, énumère : chaucho-bachas (pataugeur), chaucho-cigagno (personne flegmatique), chaucho-capino (tatillon, méticuleux), chaucho-lano (lambin), chaucho-mort (pâle comme la mort) et signale même une autre signification à chaucho-vièio (galant qui épouse une personne beaucoup plus vieille que lui).

## La Vieille
Fernand Benoit, quant à lui, souligne que les quatre derniers jours de février et les trois premiers jours de mars étaient nommés les « Jours de la Vieille » et réputés comme jours néfastes dès la plus haute antiquité et dans l'ensemble du pourtour méditerranéen. En Provence, ils étaient encore désignés sous le qualificatif des vacqueirièu (jours de la vache) ou comme la reguinado de la Vièio., c'est-à-dire des derniers sursauts de la Vieille qui ne veut pas mourir.
La Vieille, symbolisant les mauvais jours et l'hiver qui ne veut pas mourir, a pris la place dans le flolklore, d'Anna Perenna, divinité latine symbolisée par une vieille femme qui était fêtée aus ides de mars. Deux proverbes rappellent encore ses méfaits. Printemps arrivé, quand au matin, le sol est couvert de gelée blanche, il était dit que La vièio a tamisa, et quand, en plein été, l'air vibre sous la chaleur, on constatait que La vièio danso. Joseph d'Arbaud, dans son livre La Bête du Vaccarès assimile, lui aussi, la vièio qui danse, responsable des mirages en Camargue, à une réminiscence d'une ancienne divinité païenne.